# Hugo von Sitten
Hugo von Sitten war in der Zeit von etwa 994 bis um 1020 Bischof von Sitten. Der Name seines Vorgängers ist nicht sicher überliefert; möglicherweise war es Amizo, der jedoch nur von 983 bis 985 bezeugt ist. Die Nachfolger von Bischof Hugo waren wohl Eberhardus, der um 1020 erwähnt wird, und danach Aymo bis um die Mitte des 11. Jahrhunderts.
Von Bischof Hugos Lebensdaten, Herkunft, Leben und Amtstätigkeit ist kaum etwas bekannt. Im Jahr 998 ist er unter den Teilnehmern des Konzils in Rom aufgeführt. Gemäss einer Notiz im Archiv des Klosters Saint-Maurice brannte im Jahr 1010 die Kathedrale von Sitten.
Bischof Hugo spielt jedoch in der Geschichte als Empfänger von zwei oft zitierten historischen Quellendokumenten eine Rolle. Es sind dies eine in der Walliser Geschichte wichtige Schenkungsurkunde des Königs von Hochburgund im Jahr 999 sowie ein Schreiben des Sankt Galler Mönchs und frühen deutschen Dichters Notker Labeo von etwa 1017/1020.
Hugo von Sitten ist nicht zu verwechseln mit dem zeitgleich amtierenden Bischof Hugo von Genf, der gelegentlich zusammen mit Hugo von Sitten in Urkunden erscheint.

## Grafenamt im Wallis
Das Rhonetal oberhalb des Genfersees mit dem Bistum Sitten lag im Gebiet des um 930 gebildeten Königreichs Burgund. Ein wichtiges kulturelles Zentrum des Burgunderreichs war das Kloster Saint-Maurice im Unterwallis, und im 10. Jahrhundert war das Amt des Abts von Saint-Maurice mehrmals in Personalunion vereint mit jenem des Bischofs von Sitten. Die beiden geistlichen Funktionen standen in engem Austausch mit den burgundischen Königen. In der Amtszeit von Bischof Hugo war zuerst König Rudolf III. von Burgund selbst von 993 bis ins Jahr 1000 zugleich das nominelle Oberhaupt des Konvents dieses Reichsklosters und auf ihn folgte Abt Burkard von 1000 bis 1030.
Wegen Auseinandersetzungen um die Herrschaft über das Land sah sich König Rudolf III. von Burgund dazu veranlasst, die Machtverhältnisse in seinem grossen Reich dadurch zu festigen, dass er die weltliche Herrschaft über bedeutende Regionen den örtlichen Kirchenleitern anvertraute. Die ältere Geschichtsforschung interpretierte dieses Vorgehen so, dass der König auf diese Weise die aufstrebenden Adelsfamilien in Schach halten wollte; eine andere Auffassung besagt, er habe die königstreuen Bischöfe belohnen wollen. Im Jahr 996 verlieh er dem Bischof von Tarentaise die Grafschaftsrechte in diesem Bergtal der savoyischen Alpen, und im Jahr 999 übergab er gleicherweise die königliche Grafschaftsgewalt im Wallis, also die mit dem Grafenamt verbundenen Rechte (und nicht etwa das Territorium selbst) an Bischof Hugo von Sitten. Dessen Diözese war seit langem dem Metropolitanbischof von Tarantaise unterstellt.
Im gleichen Jahr 999 schenkte König Rudolf III. dem Bischof von Basel im Nordosten des burgundischen Reiches Klöster im Jura und das Münstertal. 1011 empfing der Bischof von Lausanne aus der Hand des Königs die gräfliche Gewalt über die Waadt, und 1023 erhielt das alte Erzbistum Vienne die Grafschaft im mittleren Rhonetal von Lyon bis in die Alpentäler. Die begünstigten Bischofssitze bildeten nur eine kleine Gruppe innerhalb der 35 Diözesen im burgundischen Königreich.
Die Schenkungsurkunde wurde im Jahr 999 im Namen des Königs in Cudrefin am Neuenburgersee, einer Ortschaft und Gerichtsstätte im Besitz des Bistums Sitten, niedergeschrieben. Damit übertrug König Rudolf die den dortigen Bischöfen offenbar schon früher als Lehen anvertrauten königlichen Herrschaftsrechte im Gebiet des Wallis vom Furkapass bis nach Martigny und möglicherweise auch im Chablais bis zum Genfersee, wo die Kirche von Sitten damals umfangreichen Güter u. a. bei Vevey und in Montreux besass. Dazwischen lag das Territorium des Reichskloster Saint-Maurice. Die Urkunde von 999 bezeichnet die Grenzen des Grafschaftsgebiets nicht; erst viel später, seit dem 12. Jahrhundert, galt die Dranse bei Martigny als Landesgrenze des bischöflichen Staates; als Grenzzeichen stand dort in der Nähe des Dorfes Batiaz und einer heute verschwundenen Ortschaft Ottans, an die noch der Bergnamen des Mont d’Ottan erinnert, das Grenzzeichen «Kreuz von Ottans» zwischen den Gebieten der Grafschaft Wallis und der Grafschaft Chablais. Der Bischof von Sitten war nun für die Sicherheit auf der Strasse zum wichtigen Alpenübergang des Grossen Sankt Bernhard verantwortlich. Im 11. Jahrhundert befand sich auch die burgundische Burg Chillon am Genfersee, ein befestigter Posten an der Grenze der Diözese Sitten zur Waadt, im Besitz des Bischofs von Sitten; noch im 13. Jahrhundert hatte der Kastlan von Chillon, ein Dienstmann der Grafen von Savoyen, dem Bischof von Sitten den Zins von der Burg zu entrichten. Der Urkundentext von 999 erwähnt frühere Rechtsbestimmungen, also wohl königliche Dokumente, die jedoch heute nicht mehr erhalten sind, in welchen die Befugnisse des Bischofs von Sitten beschrieben waren. In den Walliser Machtkämpfen des Spätmittelalters behauptete die bischöfliche Partei stets, schon Karl der Grosse habe die weltliche Herrschaft dem Walliser Bischofsstuhl verliehen, jedoch gibt es für die als Carolina bekannte Urkundenfälschung keine historischen Grundlagen. Die Schrift besagt in der später überlieferten Form, der König schenke die Vollmacht des Grafen im Wallis «der heiligen Maria und dem heiligen Theodul zu Sitten», also den Schutzpatronen der Kathedrale von Sitten. Die im 9. Jahrhundert in Sitten gebaute karolingische Bischofskirche, Vorgängerin der aktuellen Kirche Notre-Dame du Glarier, war vielleicht auch schon der Muttergottes geweiht; die Verknüpfung mit dem spätantiken Bischof von Oktodurus (Martigny) und Landespatron Theodor kann eine Ergänzung des späten Mittelalters gewesen sein. Die Königsurkunde von 999 legt schliesslich fest, das unveräusserlich an die Kathedrale gebundene Grafschaftsamt sei Bischof Hugo und seinen Nachfolgern anvertraut.
Die Urkunde für Sitten aus dem Jahr 999 ist nicht im Original erhalten, sondern nur in einer notariell beglaubigten Abschrift von 1477 im Archiv des Domkapitels von Sitten. Das burgundische Dokument diente Bischof Walter Supersaxo nach der Eroberung des savoyischen Unterwallis ein Jahr zuvor als Beleg für seinen Herrschaftsanspruch. Die Königsurkunde ging möglicherweise beim Brand der Stadt Sitten und der Bischofsburgen Majoria und Tourbillon im Jahr 1788 mit dem Bistumsarchiv verloren, während das Archiv des Domkapitels auf der Kirchenburg Valeria vom Feuer verschont blieb; andererseits kann die Originalurkunde auch schon früher durch eine Abschrift ersetzt worden sein.
König Rudolf III. versprach im Jahr 1006 die Herrschaft über das Burgunderreich vertraglich dem deutschen König Heinrich II., und so kam Burgund nach Rudolfs Tod am 6. September 1932 im folgenden Jahr als Erbe an den römisch-deutschen Kaiser Konrad II., der jetzt auch die Oberhoheit über das Reichsgrafschaft Wallis besass. Seit diesem Datum war der Bischof von Sitten ein Reichsfürst des Heiligen Römischen Reiches.

## Brief von Notker III.
Am Ende seiner Amtszeit empfing Bischof Hugo von Sitten einen lateinisch geschriebenen Brief, der in der Kulturgeschichte als Epistola ad Hugonem episcopum Sedunensem gut bekannt ist. Das Schreiben aus der Feder des St. Galler Mönchs Notker III. (um 950–1022) wird in der Literaturgeschichte oft diskutiert. Der wohl etwa um 1017 verfasste Brief beginnt mit den Worten Domino sancto Sedunensi episcopo. Er ist als Abschrift in einem Sammelband aus dem 11./12. Jahrhundert überliefert, der im Kloster Sankt Eucharius-Matthias in Trier entstand und heute in der Königlichen Bibliothek Belgiens liegt. Über die Person des Empfängers im Wallis oder die Beziehungen zwischen diesem und dem St. Galler Mönch sagt der Text kaum etwas aus, bedeutend ist er vielmehr als autobiographische und literaturgeschichtliche Quelle zu Notker.
In dem berühmt gewordenen Brief an Bischof Hugo berichtet Notker, er sei vom Nutzen der von ihm eingeführten Methode überzeugt, in der (Kloster-)Schule die Bücher der alten Schriftsteller nicht nur auf Lateinisch, sondern auch mit Übersetzungen in die Umgangssprache zu lehren. Und er erwähnt einige seiner Werke, sowohl lateinische wie auch ins Deutsche übersetzte klassische Texte und ausserdem seine Traktate zur Rhetorik und zur Rechenkunst. Er sagt, Bischof Hugo solle sich von dieser ungewohnten Sache nicht abschrecken lassen; das Lernen in der eigenen Sprache sei einfacher als im fremden Latein. Ausserdem weist Notker auf Besonderheiten der von ihm geschaffenen Schreibweise der alemannischen Sprache hin.
Mangels weiterer Dokumente aus jener Zeit kann man Notkers Brief in der Geistesgeschichte des Wallis kaum genau einordnen. Zum Verhältnis zwischen Hugo von Sitten und dem Gelehrten oder einer Beziehung zwischen dem burgundischen Bistum Sitten und dem alemannischen Kloster St. Gallen gibt es sonst keine Nachrichten, und aus den Bemerkungen zu der alemannischen Schreibweise kann nicht abgeleitet werden, Bischof Hugo, von dem keine eigenen Schriften überliefert sind, habe allenfalls selbst Texte in der Volkssprache verfasst oder er wäre sogar aus dem alemannischen Sprachgebiet nach Burgund gekommen. Immerhin ist zu beachten, dass das obere Rhonetal nach der Einwanderung alemannischer Siedler über die Berner Alpen im frühen Mittelalter eine zweisprachige Bevölkerung aufwies; die Sprachgrenze zwischen dem burgundischen frankoprovenzalischsprachigen Unterwallis und dem deutschsprachigen Oberwallis lag zeitweise nahe bei der Ortschaft Leuk und der Bischof begegnete bei seiner Tätigkeit jedenfalls Gemeinden mit Dialekten aus beiden Sprachregionen. Das „Alemannische Dekanat“ der Diözese Sitten umfasste im Spätmittelalter 28 Pfarreien und das „Dekanat Valeria“ oder auch „Dekanat der Romanen“ 36. Man kann auch denken, Notker habe seine Nachrichten an Hugo von Sitten auch wegen dessen Nähe zum wie St. Gallen sehr bedeutenden Kulturzentrum des Klosters von Saint-Maurice übermittelt, wo man sich wohl ebenfalls mit der schon von Karl dem Grossen verlangten Übersetzung lateinischer Werke in die Volkssprache befasste.